# We Will Rock You (comédie musicale)
Pour l’article homonyme, voir We Will Rock You.
We Will Rock You est une comédie musicale juke-box produite par Robert De Niro et basée sur les chansons de Queen. La comédie a été écrite par l'auteur et comédien anglais Ben Elton avec les membres restants du groupe Queen, Brian May et Roger Taylor.
We Will Rock You a été jouée pour la première fois en public en 2002 au Dominion Theatre de Londres en Angleterre. Ensuite, la comédie musicale a été jouée au Paris Las Vegas Hôtel and Casino à Las Vegas aux États-Unis, puis a connu un grand succès en Australie, à Tokyo et à Moscou. Néanmoins, dans ces derniers pays, les représentations ont cessé. En 2006, la comédie s'est exportée en Argentine, au Canada, au Chili, au Portugal, à Cologne et à Zurich (en version allemande).
En 2008, la comédie musicale est toujours jouée en Angleterre (Londres), au Canada (Toronto), en Espagne (Madrid), en Asie (Singapour puis Hong Kong), en Autriche (Vienne) et en Allemagne (Cologne et prochainement[Quand ?] Stuttgart).
Dé 2018 à 2020, la comédie musicale s'installe en France (Paris) au Casino de Paris avec notamment Charlotte Hervieux, voix française du rôle d'Elsa dans le film La Reine des Neiges 2, dans le rôle de Scaramouche.

## Prologue de la version anglaise
L'histoire se déroule dans le futur, vers les années 2300. Partout sur la Terre, les gens regardent les mêmes films, écoutent la même musique générée par ordinateur, portent les mêmes vêtements et ont les mêmes pensées et opinions, l’inspiration et l’imagination sont retirées aux enfants dès leur plus jeune âge de sorte que plus personne ne soit en mesure de créer d'œuvre musicale originale. Les instruments et les compositeurs musicaux ont été interdits au bénéfice d’une musique électronique. Tout est commandé par la « méga-corporation mondiale Globalsoft », dirigée par la Killer Queen et le commandant de sa police secrète, le sinistre Khashoggi. Le régime est totalitaire, ceux qui osent s'opposer au conformisme imposé par Globalsoft sont enlevés et sont soumis à un lavage de cerveau. Cependant, un petit groupe de « bohémiens » lutte pour reconstituer le libre échange de la pensée, de la mode, et surtout de la musique live.
Le marginal Galileo Figaro, la ravissante Scaramouche et un certain MacGuffin tenteront de sauver la planète et de renverser l’ordre établi de la Killer Queen… Se peut-il que l'élu qui doit sauver la planète soit ce Galileo ? Pourra-t-il, comme il le souhaite, se sentir libre de faire sa propre musique et de jouer sur une scène devant une foule qui l'acclame ?

## Chansons de Queen utilisées dans la comédie

### Acte Premier
1. Innuendo (Avec le chant playback de Freddie Mercury)
2. Radio Ga Ga (The Ga Ga Kids)
3. I Want To Break Free/Je veux y aller (Galileo)
4. I Want To Break Free/Je veux y aller (Reprise) (Scaramouche)
5. Somebody to Love/Un peu d'amour (Scaramouche)
6. Killer Queen (La Killer Queen)
7. Play The Game/Le jeu de l'amour (La Killer Queen)
8. Death On Two Legs/Mort sur deux jambes
9. Under Pressure/Sous la pression (Galileo & Scaramouche)
10. A Kind Of Magic/Donnez-moi la magie (La Killer Queen & Khashoggi)
11. I Want It All/Je veux que tout (Britney & Meat)
12. Headlong (Galileo, Scaramouche, Britney & Meat)
13. No-One But You (Only The Good Die Young)/C'est pour toi (La seule jeunes meurent) (Meat)
14. Crazy Little Thing Called Love (Un fou et stupide amour) (Galileo, Scaramouche, Britney & Meat)
15. Ogre Battle

### Acte Deux
1. One Vision (The Ga Ga Kids)
2. Who Wants To Live Forever/Voulez-vous vivre avec moi? (Galileo & Scaramouche)
3. Flash (The Ga Ga Cops & Captive Bohemians)
4. Seven Seas of Rhye/Sept mers de Rhye (Khashoggi)
5. Fat Bottomed Girls/Filles à fond gras (La Killer Queen & Yuppies)
6. Don't Stop Me Now/Ne me fuis pas (La Killer Queen)
7. Another One Bites The Dust/Une autre vous prend la mick (La Killer Queen)
8. Hammer to Fall/Compter le temps (Galileo & Scaramouche)
9. These Are The Days Of Our Lives/Ce sont les jours de mon enfance (Pop)
10. Bicycle Race (Les Bohémiens)
11. Headlong (Reprise) (Galileo, Scaramouche & Pop)
12. We Will Rock You (Galileo)
13. We Are The Champions (Galileo)
14. We Will Rock You (Fast)
15. Bohemian Rhapsody (Galileo, Scaramouche, Khashoggi & La "Killer Queen")

### Discographie
- 2002 : We Will Rock You - The Rock Theatrical - Live at the Dominion
- 2004 : We Will Rock You - Banda Sonora Del Espectãculo - Madrid Show  (2 CD)
- 2005 : We Will Rock You - Deutsche Originalaufnahme Aus Dem Kölner Musical Dome
- 2012 : We Will Rock You - 10 Years - Original London Cast recording - 10th anniversary edition includes bonus CD

Cover :
- 2005 : We Will Rock You - The Show Time collection by The Showtime orchestra & Singers